# Lokaladverb
Das Lokaladverb (auch: Ortsadverb oder Umstandswort des Ortes) ist eine Bedeutungsklasse innerhalb der Wortart der Adverbien. Lokaladverbien beziehen sich meist auf das Verb und bestimmen dann die räumliche Lage einer Situation. Sie können jedoch auch mit Substantiven kombiniert werden (das Haus nebenan). Semantisch können die Lokaladverbien weiter untergliedert werden:
- Lageadverbien (Fragewort: Wo?): hier, da, links, vorne, hinten, überall …
- Richtungsadverbien (Direktionaladverbien): (Fragewort: Wohin?, Woher?): hoch, vorwärts, abwärts, dorthin, umher, herum, dorther, herab, herunter, hindurch …

In ihrer Funktion als Satzglied sind Lokaladverbien Lokaladverbiale.